# عملية قوس قزح (حرب الاستنزاف)
عملية قوس قزح (بالعبرية: מבצע קשת אווירי) هي عملية إغراق المدمرة المصرية القاهر، مدمرة من الفئة (Z)، بواسطة القوات الجوية الإسرائيلية في البحر الأحمر في ميناء برنيس، يوم 16 مايو 1970، بعد أكثر من عامين من غرق المدمرة إيلات وكانت القاهر حينها المدمرة المصرية الوحيدة العاملة في منطقة البحر الأحمر.

## خلفية تاريخية

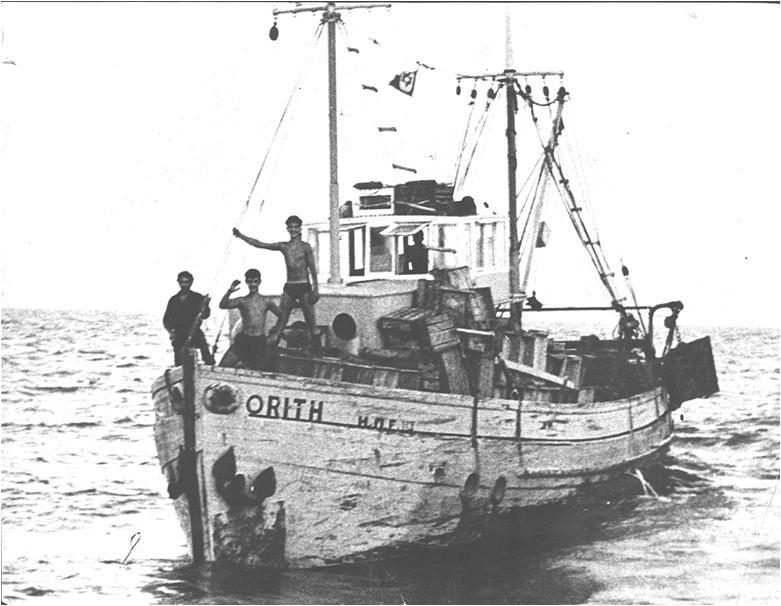
قارب الصيد الإسرائيلي أوريت

في ليلة 14 مايو 1970، هاجم زورقا صواريخ مصريان من فئة كومار قارب الصيد الإسرائيلي أوريت (אורית)، بينما كان يبحر أمام بحيرة البردويل، باستخدام عدد من صواريخ بي-15 ترميت (ستيكس) المضادة للسفن. فكانت النتيجة غرق القارب ومقتل اثنين من طاقمه الإسرائيلي. وفي اليوم التالي هاجم رجال الضفادع البشرية المصرية المتسللين من منطقة العقبة ميناء إيلات مرة أخرى وأغرقوا سفينة إسرائيلية كانت راسية في الميناء العسكري لإيلات.
قررت إسرائيل الرد على الهجومين الناجحين بهجوم ضد المنشآت البحرية المصرية. وكان الهدف هو ميناء برنيس، مرسى السفن الرئيسية للبحرية المصرية في البحر الأحمر، بما في ذلك المدمرة القاهر وزورقي دورية فئة كومار وسفينتي إنزال بحري وعدد من السفن الصغيرة. وتقرر مُهاجمة الميناء بثمانية طائرات إف-4 فانتوم. يقع الميناء على بعد 450 كيلومتراً جنوب شرم الشيخ في المدى العملياتي لطائرات الفانتوم. ولكن تقع بالقرب منه مطارات القوات الجوية المصرية - أسوان والغردقة. تطلبت المسافة بين الميناء وشرم الشيخ وقُربها من المطارات العسكرية المصرية احتياطات خاصة من شأنها تقليل المخاطر لأطقم طائرات الفانتوم في منطقة تجعل من الصعب على القوات الجوية الإسرائيلية إرسال طائرات إنقاذ.

## العملية
في 16 مايو 1970، بعد ظهر يوم السبت، أقلع سرب من طائرة فانتوم من السرب 201، بقيادة قائدي السرب، شموئيل هيتز ونافوت مناحم إيني وزوجين أُخريين من السرب 69، الأول بقيادة أفيحو بن نون، والزوج الثاني المزود بكاميرا تصوير، بقيادة آفيا سيلا ويالو شافيت، خرجت الطائرات محملة بخزانات وقود إضافية وبالقنابل. وحلقت على طول الساحل السعودي على ارتفاعات عالية وبكفاءة وقود سريعة في وضع استمر ساعتين في صمت لاسلكي تام. ونظراً للمسافة الطويلة، أقلع زوجان من طائرات «سكاي هوك» من السرب 102، الذي يقوم بدوريات جنوب شرم الشيخ واعتمدا على الاتصال اللاسلكي للاتصال بالطائرات المهاجمة وحماية طياري الفانتوم إذا ما اضطروا إلى مغادرة طائراتهم في حالة إصابتها. وبالإضافة إلى ذلك، كان هناك طائرة ستراتوكروزر لتزويد طائرات الفانتوم بالوقود جواً، وطائرتين نوراتلس لعمليات الإنقاذ مع طائرتي هليكوبتر سي إتش-53 المسماة ياسعور (طائر النوء بالعبرية).

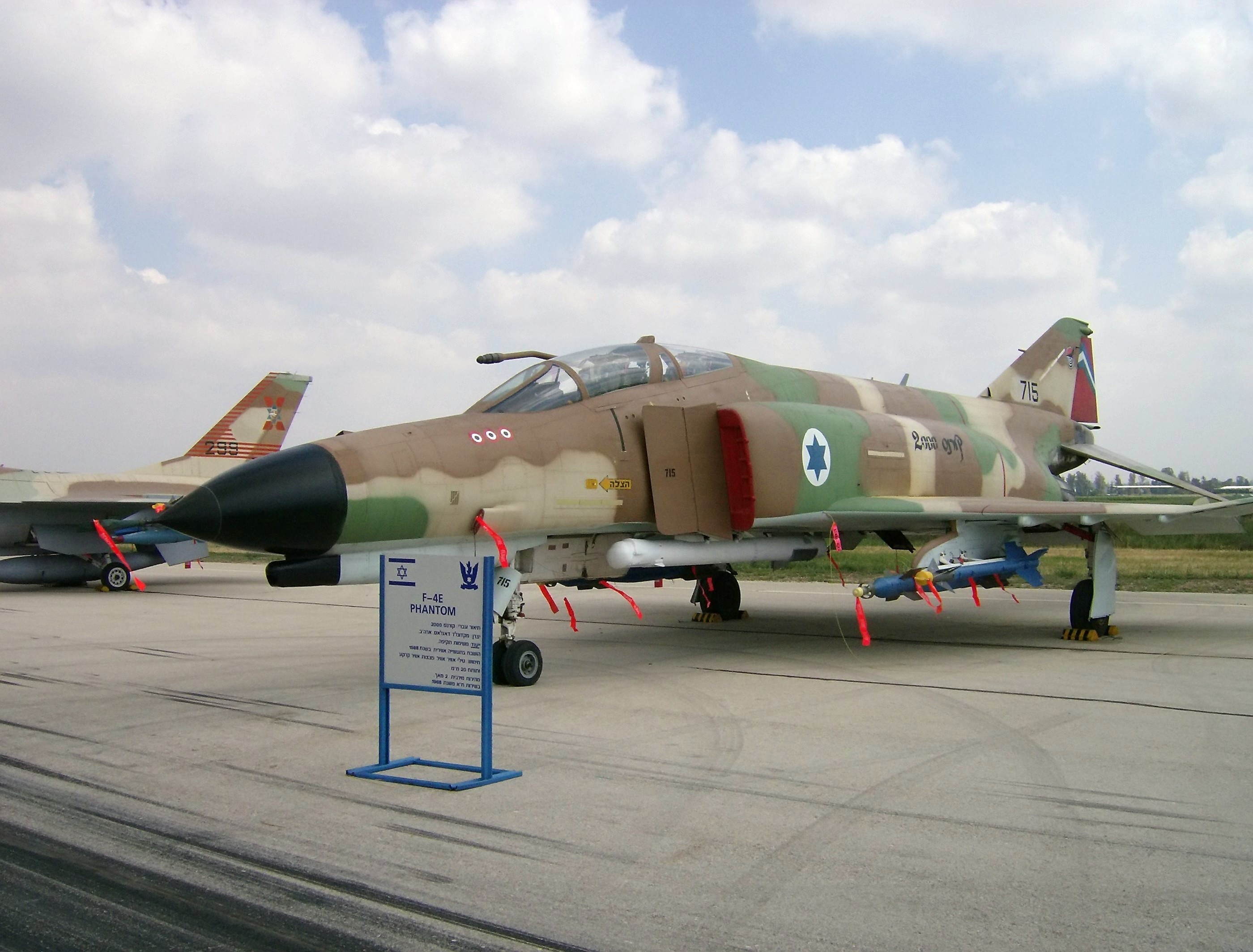
فانتوم إسرائيلية

بعد وصول الطائرات إلى هدفها، انقسمت إلى عدة أزواج وبينما كان زوج يقصف السفينة في الميناء، كانت الأزواج الأخرى تحميه من الأعلى. ونظراً إلى المخاطرة بالهجوم على هدف متحرك، تقرر إسقاط جميع القنابل خلال هجوم واحد، بعدها يتخذ كل زوج من الطائرات المهاجمة موضع الدفاع ليحل محل زوج الهجوم التالي وهكذا زوج تلو الآخر يسقط قنابله مرة واحدة ثم يتخذ موضع الدفاع. وبعد بدء الهجوم، اُطلقت نيران قوية مضادة للطائرات من الشاطئ ومن السفن نفسها. إحدى الطائرات فشلت في إسقاط حمولتها، ورغم المخاطرة الكبيرة، قرر طياراها (الفانتوم مزدوجة الكرسي) تنفيذ هجوم ثانٍ ألقوا فيه جميع القنابل. خلال الهجوم، حاولت المدمرة مغادرة الميناء للقيام بمناورات مراوغة ولكن معظم القنابل سقطت في الماء بالقرب منها، وبعضها أصابها إصابة مباشرة. عانت المدمرة من أضرار كبيرة وانتهت العملية بعد ثلاث ساعات و 50 دقيقة وحتى عودة الطائرات إلى إسرائيل.
بعد حوالي ساعة من الهجوم، غرقت المدمرة القاهر بالقرب من الميناء. بعد هذه المعركة، احتفظت البحرية المصرية بمدمرة حربية واحدة فقط من فئة (سكوري) في البحر الأحمر. خلال الهجوم غرقت سفينة إنزال واحدة على الأقل أيضاً وأصيبت بعض القطع الأخرى.

## نتائج العملية
لم تصب أي طائرة إسرائيلية خلال الهجوم بالرغم من إطلاق النيران المضادة للطائرات بكثافة، أدى الهجوم إلى غرق المدمرة القاهر وإصابة زورق فئة كومار. كانت هذه واحدة من أطول الهجمات الإسرائيلية في حرب الاستنزاف. وقرر المصريون، الذين فوجئوا بالهجوم، إقامة بطارية صواريخ أرض-جو للتصدى للطلعات الجوية الإسرائيلية جنوب البحر الأحمر. وفي غضون بضعة أسابيع، بدأ بناء الملاجئ في الضفة الغربية للبحر الأحمر على بعد حوالي 100 كيلومتر جنوب شرم الشيخ.

## الوضع الحالي للمدمرة
لم تغرق السفينة كُلياً فقد غرقت مؤخرتها في الماء على الشعاب المرجانية، بينما ظلت مقدمتها فوق الماء حيث تظهر مدافعها وهي تصنف ضمن مواقع الغطس في البحر الأحمر. ورغم ذلك لا تحظى بأي إشارة تذكر عن ظروف غرقها أو ضحاياها إعلامياً وعسكرياً.

## للمزيد من القراءة
- דני שלום, רוח רפאים מעל קהיר חלק ב' - חיל האוויר הישראלי במלחמת ההתשה (1967-1970), עמ' 784-788
- אברהם זוהר, לוחמי קו המים והאש, המכון לחקר מלחמות ישראל, 2012, עמ 290.

## المنشورات
- Marriott، Leo (1989). Royal Navy Destroyers Since 1945. Ian Allan Ltd. ISBN:0-7110-1817-0.{{استشهاد بكتاب}}:  صيانة الاستشهاد: التاريخ والسنة (link)
- Raven، Alan؛ Roberts، John (1978). War Built Destroyers O to Z Classes. London: Bivouac Books. ISBN:0-85680-010-4.
- Whitley، M. J. (1988). Destroyers of World War 2. Annapolis, Maryland: Naval Institute Press. ISBN:0-87021-326-1.

## وصلات خارجية
- Royal Navy History - HMS Myngs
- HMS Myngs at naval-history.net